# Euphrosine multibranchiata
Euphrosine multibranchiata är en ringmaskart som beskrevs av Essenberg 1917. Euphrosine multibranchiata ingår i släktet Euphrosine och familjen Euphrosinidae. Inga underarter finns listade i Catalogue of Life.